# 아디다스코리아
아디다스코리아(영어: Adidas Korea)는 독일의 스포츠용품 업체이며, 지사는 대한민국 서울이다.

## 아디다스 역대 광고
- 1988년 제우교역 아디다스 (성우:유강진,김도현)
- 1989년 제우교역 아디다스 써니2 (성우:박윤아)
- 1991년 ~ 1993년 제우교역 아디다스 스포츠는 살아있다(성우:김종성)
- 1994년 ~ 1995년 제우교역 아디다스(성우:한상덕)
- 1995년 제우교역 아디다스 (성우:엄주환)